# Catalunya Música
Catalunya Música es una emisora de radio perteneciente a la Corporación Catalana de Medios Audiovisuales. Destaca su transmisiones en directo de conciertos y festivales. Es parte de la Corporación Catalana de Medios Audiovisuales junto con sus hermanos Catalunya Ràdio, Catalunya Informació y iCat.

## Historia
Sus emisiones comenzaron el 10 de mayo de 1987.
A partir del 18 de febrero de 2008 dispone de un canal segundario que emite exclusivamente por internet conocido como CatClàssica (Catalunya Clásica). Actualmente el logotipo es similar al de Catalunya Música, pero de color dorado y en vez de una "M" verde, una "C" dorada.
Desde el 5 de marzo de 2009, Catalunya Música entra en la Unión Europea de Radiodifusión, permitiéndole emitir conciertos de música europeos y mundiales.
El 9 de mayo de 2009 el logotipo de Catalunya Música cambia al actual, el anterior eran las palabras "Catalunya Musica" de fondo blanco con letras negras, excepto por las dos "C" que eran blancas con un fondo negro.